# Göran Dahlbäck
Göran Dahlbäck, född den 9 mars 1941 i Stockholm, död där den 8 augusti 2017, var en svensk professor vid den historiska institutionen vid Stockholms universitet, inriktad på Stockholms och Sveriges medeltidshistoria.

## Biografi
Dahlbäck avlade studentexamen vid Enskede gymnasium och studerade sedan vid Stockholms universitet. Han disputerade 1977 på en avhandling om Uppsala domkyrkas medeltida godsinnehav. Dahlbäck kunde visa på hur kyrkans jordinnehav var uppdelat på flera juridiska subjekt med olika funktioner inom den stora domkyrkoorganisationen.
Vid Stockholms universitet innehade han olika tjänster vid historiska institutionen innan han blev professor i medeltidshistoria 1995. Dahlbäck deltog i uppbyggandet av forskningen som låg till grund för utgivningen av det historiskt-topografiska verket ”Det medeltida Sverige”, som redovisar Sveriges bebyggelse från 1200-tal till 1500-tal.
Efter att Dahlbäck publicerat ett antal arbeten om Stockholms äldre historia blev han 1982 utsedd till redaktör för verket ”Helgeandsholmen – 1000 år i Stockholms ström”, en redogörelse för den arkeologiska utgrävningen av Helgeandsholmen 1978–1980. Genom den rollen blev han aktivt involverad i planeringen av Stockholms medeltidsmuseum och skrev 1988 för museet den stadshistoriska översikten ”I medeltidens Stockholm”.

## Medlemskap och utmärkelser
Dahlbäck var ledamot i flera lärda samfund, bland annat Kungliga Vitterhetsakademien och ordförande för Kungliga Samfundet för utgivande av handskrifter rörande Skandinaviens historia. Han tillhörde även Svenska nationalkommittén för genealogi och heraldik.
År 1990 fick Dahlbäck tillsammans med Jan Svanberg Samfundet S:t Eriks plakett för berömliga insatser för Stockholm. År 2012 fick Dahlbäck tillsammans med sin kollega Olle Ferm Kungl. Vetenskapssamhällets i Uppsala tvärvetenskapliga pris för framstående tvärvetenskapligt arbete för deras "utveckling av mångvetenskapligamedeltidsseminarier som nydanat svensk medeltidsforskning".